# Њу Праг (Минесота)
Њу Праг (енгл. New Prague) град је у америчкој савезној држави Минесота.

## Демографија
По попису из 2010. године број становника је 7.321, што је 2.762 (60,6%) становника више него 2000. године.
| Група             | 2000.         | 2010.         |
| Белци             | 4.449 (97,6%) | 6.984 (95,4%) |
| Афроамериканци    | 6 (0,1%)      | 38 (0,5%)     |
| Азијати           | 16 (0,4%)     | 45 (0,6%)     |
| Хиспаноамериканци | 40 (0,9%)     | 142 (1,9%)    |
| Укупно            | 4.559         | 7.321         |